# Cal Carlí (Llordà)
Cal Carlí és una masia del terme municipal d'Isona i Conca Dellà pertanyent al poble de Llordà, de l'antic terme d'Isona.
Està situada a tocar de la carretera C-1412b, a migdia seu i també a migdia de Cal Cavaller, totes dues masies al sud-oest del poble de Llordà.